# Bad Fischau-Brunn
Bad Fischau-Brunn osztrák mezőváros Alsó-Ausztria Bécsújhelyvidéki járásában. 2020 januárjában 3450 lakosa volt. 

## Elhelyezkedése

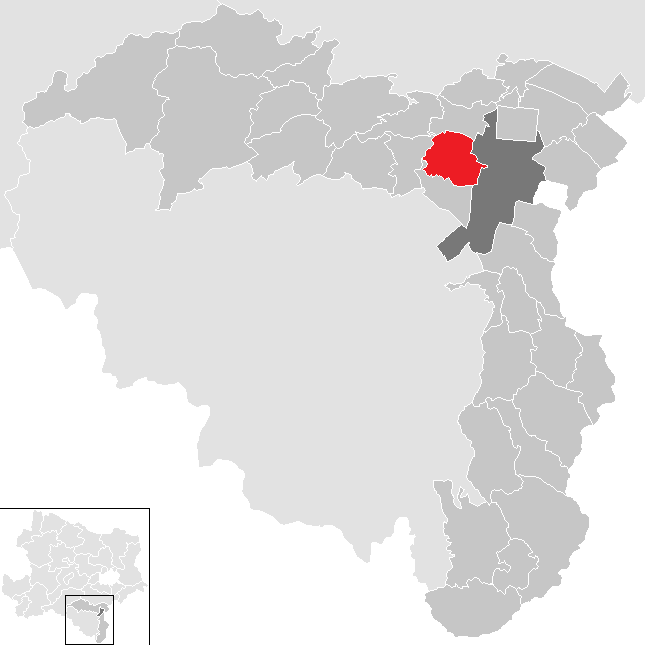
Bad Fischau-Brunn a Bécsújhelyvidéki járásban

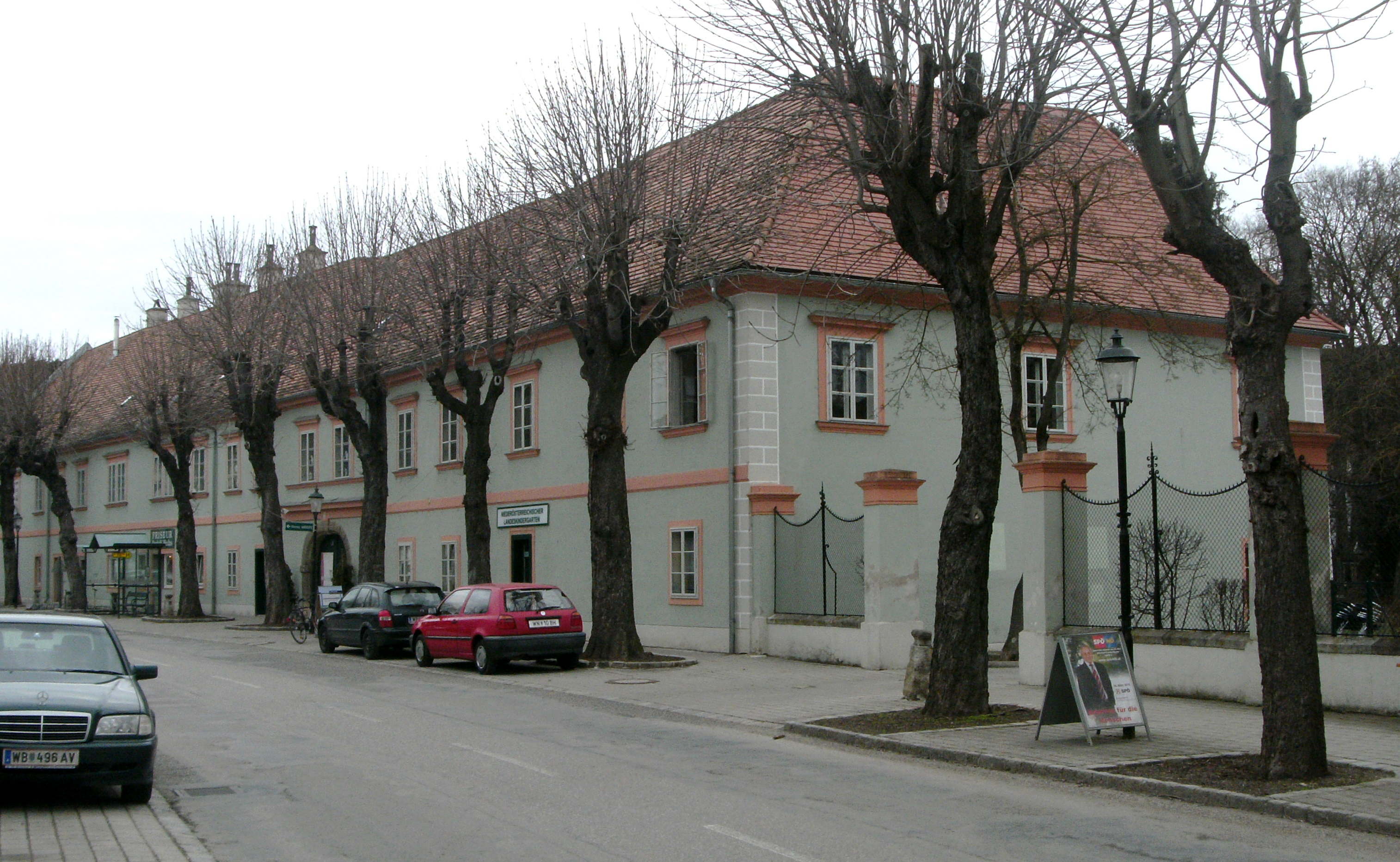
A fischaui kastély

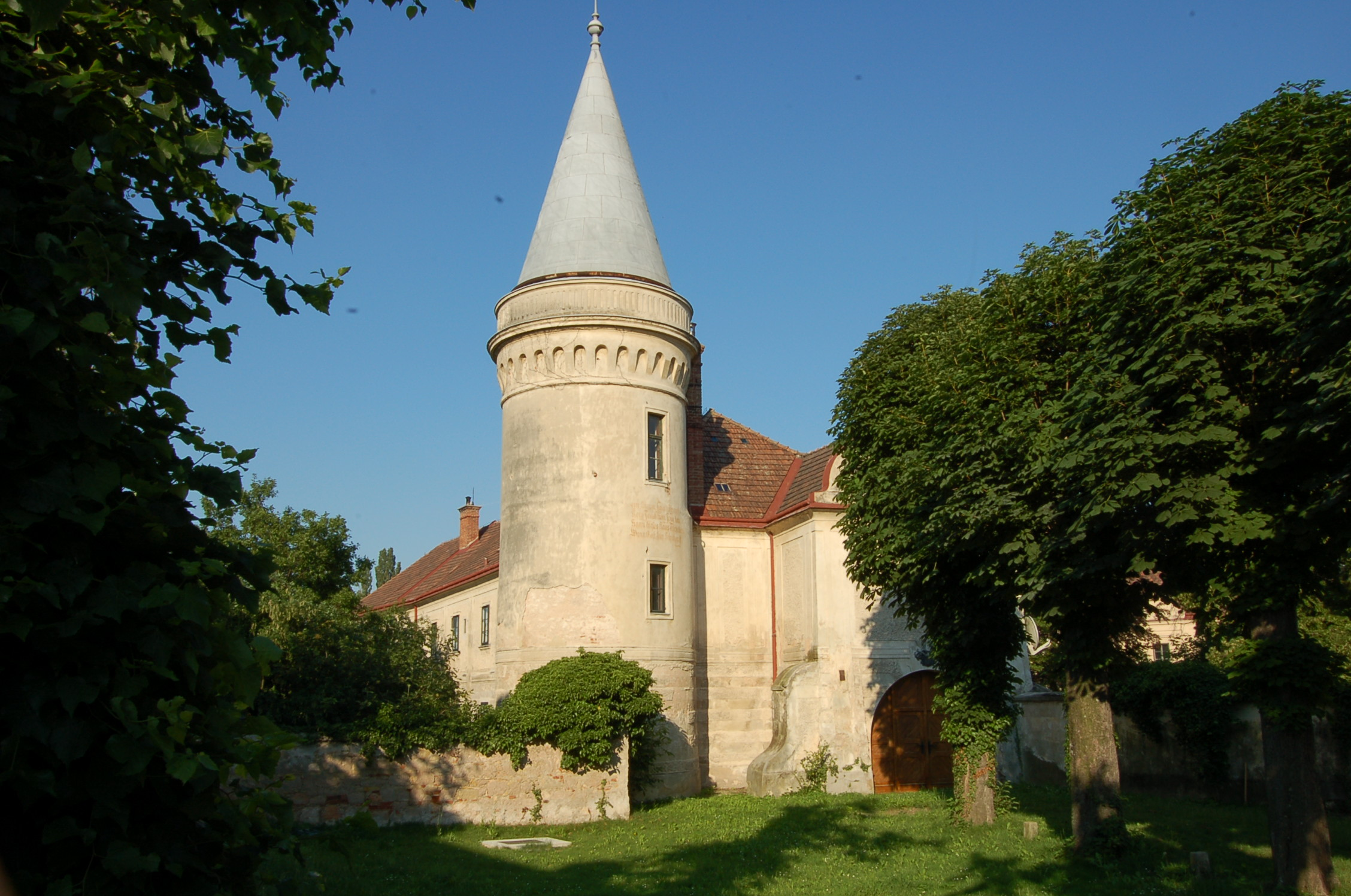
A brunni kastély

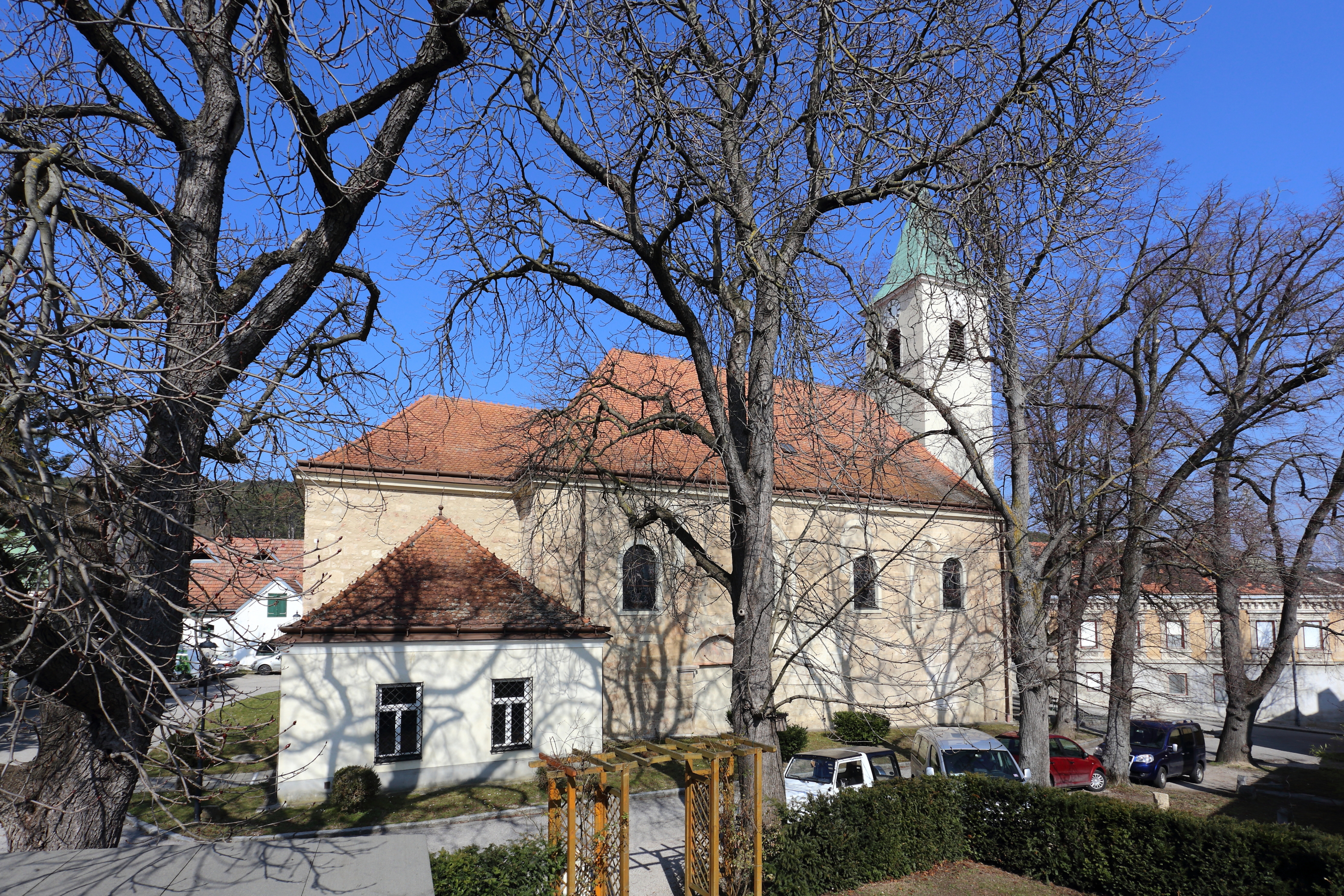
A Szt. Márton-plébániatemplom

Bad Fischau-Brunn a tartomány Industrieviertel régiójában fekszik a Bécsi-medence délnyugati részén, a Steinfeld-síkságon, a Warme Fischa folyó mentén. Területének 36,5%-a erdő, 37,2% áll mezőgazdasági művelés alatt. Az önkormányzat két települést egyesít: Bad Fischau (2144 lakos 2020-ban) és Brunn an der Schneebergbahn (1306 lakos). A kataszteri közösségek Bad Fischau és Brunn an der Schneebergbahn.
A környező önkormányzatok: északra Wöllersdorf-Steinabrückl, keletre Bécsújhely, délre Weikersdorf am Steinfelde, nyugatra Winzendorf-Muthmannsdorf, északnyugatra Markt Piesting.

## Története
Brunn területén a régészek a vaskori La Tène-kultúrához köthető sírokat tártak fel. 
Fischaut először 1130-ban említik írásban, a fischaui és a brunni vár is ekkoriban épülhetett. A 12. században Neunkirchenből Fischauba költöztették a pénzverdét, egyúttal a település mezővárosi jogokat is kapott. 1175-ben a Jasomirgott Henrik és IV. Ottokár stájer herceg közötti háborúskodás során a települést felégették. 
A 15. század végén Mátyás magyar király hadai, később a törökök pusztították el Fischaut és Brunnt. A 18. század elején a brunni vár akkori tulajdonosa, Esterházy Pál herceg barokk kastéllyá alakította át az épületet. 1768-ban egy erős földrengés jelentős károkat okozott a kastélyban, amelyet csak 1798-ban renováltak. 
1929-ben a mezővárost átnevezték Bad Fischau-ra. 1969-ben egyesült az addig önálló Brunn an der Schneebergbahnnal és felvette a Bad Fischau-Brunn nevet.   

## Lakosság
A Bad Fischau-Brunn-i önkormányzat területén 2020 januárjában 3450 fő élt. A lakosságszám 1961 óta erőteljesen gyarapodó tendenciát mutat; azóta közel kétszeresére duzzadt. 2018-ban az ittlakók 92,8%-a volt osztrák állampolgár; a külföldiek közül 2,2% a régi (2004 előtti), 2,4% az új EU-tagállamokból érkezett. 1,4% a volt Jugoszlávia (Szlovénia és Horvátország nélkül) vagy Törökország, 1,1% egyéb országok polgára volt. 2001-ben a lakosok 75,3%-a római katolikusnak, 4,2% evangélikusnak, 2,7% mohamedánnak, 15% pedig felekezeten kívülinek vallotta magát. Ugyanekkor 22 magyar élt a mezővárosban; a legnagyobb nemzetiségi csoportot a németek (94,2%) mellett a törökök alkották 1,3%-kal. 
A népesség változása:
| Lakosok száma | 2807 | 3301 | 3440 |
|               | 2005 | 2016 | 2018 |

## Látnivalók
- az 1873-ban épített termálfürdő
- a Szt. Márton-plébániatemplom
- a fischaui kastély
- a brunni kastély
- 2300 m hosszú, 73 m mély Eisensteinhöhle barlang és múzeuma

## Fordítás
- Ez a szócikk részben vagy egészben  a   Bad Fischau-Brunn című német Wikipédia-szócikk ezen változatának fordításán alapul.  Az eredeti cikk szerkesztőit annak laptörténete sorolja fel. Ez a jelzés csupán a megfogalmazás eredetét és a szerzői jogokat jelzi, nem szolgál a cikkben szereplő információk forrásmegjelöléseként.